# 메틸아이소싸이아졸리논
메틸아이소싸이아졸리논(Methylisothiazolinone, MIT, 또는 MI) 또는 메틸이소티아졸리논은 수많은 개인용 케어 제품에 사용되며 다양한 산업 용도를 지닌 아이소싸이아졸리논 군의 강한 합성 살충제이자 방부제이다.